# Gilles Quispel
Gilles Quispel (* 30. Mai 1916 in Rotterdam; † 2. März 2006 in El Gouna) war ein niederländischer Theologe, Kirchen- und Religionshistoriker. Sein Forschungsschwerpunkt lag im Bereich der Gnosis. 

## Leben
Gilles Quispel wurde am 30. Mai 1916 in Rotterdam geboren. Kurz nach seiner Geburt zogen er und seine Familie in das ländliche Kinderdijk, in dem sein Vater als Schmied eine Arbeit fand. Früh jedoch erkannten die Eltern, dass Gilles zu schmächtig und ungeschickt sei, um einer harten körperlichen Arbeit nachzugehen, und so schickten sie ihn aufs Gymnasium. Anschließend studierte er klassische Philologie, die Kultur des mittleren Ostens und Theologie in Leiden und Groningen und promovierte schließlich in Utrecht im Jahre 1943 mit einer Dissertation über Tertullians Schriften. Ab 1955 entstanden seine Forschungsarbeiten über die Nag-Hammadi-Schriften sowie das Thomas-Evangelium.
Von 1946 bis 1951 lehrte er Latein am Gymnasium Leiden. Dann wechselte er an die Universität, wo er im Jahre 1951, im Alter von 35 Jahren, in Utrecht zum Professor für Kirchengeschichte ernannt wurde. Nach dieser Zeit nahm er nacheinander auch Professuren in Leuven und Harvard an, von denen er sich aber 1976 vollständig zurückzog. 
Quispel starb am 2. März 2006 im Alter von 89 Jahren während eines Aufenthalts in Ägypten an den Folgen einer Lungenentzündung.

## Schriften
Zu seinen wichtigsten Schriften zählen im Forschungskreis unter anderem:
- Gnosis als Weltreligion. 1951.
- Tatian and the Gospel of Thomas: Studies in the History of the Western Diatessaron. 1975.
- Jewish and Gnostic Man. 1986.
- Het Evangelie van Thomas. Uit het Koptisch vertaald en toegelicht (in der Pelikaan Bibliotheca Philosophica Hermetica). Amsterdam 2004.